# Liste der Biografien/Prs
Liste der Biografien |
Portal Biografien |
Personensuche
# |
A |
B |
C |
D |
E |
F |
G |
H |
I |
J |
K |
L |
M |
N |
O |
P |
Q |
R |
S |
T |
U |
V |
W |
X |
Y |
Z |
?
 
Pa |
Pc |
Pe |
Pf |
Ph |
Pi |
Pj |
Pk |
Pl |
Pm |
Pn |
Po |
Pr |
Ps |
Pt |
Pu |
Pv |
Pw |
Py
 
Pra |
Prc |
Pre |
Pri |
Prj |
Prk |
Prl |
Pro |
Prp |
Prs |
Prt |
Pru |
Prv |
Pry |
Prz
Die Liste der Biografien führt alle Personen auf, die in der deutschsprachigen Wikipedia einen Artikel haben. Dieses ist eine Teilliste mit 8 Einträgen von Personen, deren Namen mit den Buchstaben „Prs“ beginnt.

## Prs

### Prsc
- Prschewalski, Nikolai Michailowitsch (1839–1888), russischer Militär und ForschungsreisenderNikolai Michailowitsch Prschewalski (1839–1888)

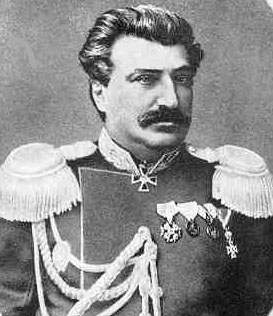
Nikolai Michailowitsch Prschewalski (1839–1888)

- Prschewuski, Alexander Kirillowitsch (* 1939), russischer Festkörperphysiker und Hochschullehrer
- Prschijalkowski, Wiktor Wladimirowitsch (1930–2016), russisch-sowjetischer Computeringenieur

### Prse
- Pršeš, Nino (* 1972), bosnischer Popsänger und Komponist

### Prsk
- Prskalo, Danijel (* 1990), kroatisch-österreichischer Fußballspieler
- Prskavec, Jiří (* 1993), tschechischer Kanute

### Prso
- Pršo, Dado (* 1974), kroatischer Fußballspieler
- Pršo, Luka (* 2001), australischer Fußballspieler